# Happiness is Here Parade
Happiness is Here Parade est le nom d'une ancienne parade diurne du parc Tokyo Disneyland. Elle a été mise en place en 2013, à l'occasion des 30 ans du resort japonais et a remplacé la parade Jubilation!.
La parade reprend le thème principal Happiness is here créé pour l'occasion des 30 ans du parc. Les paroles de la chanson sont en anglais, seuls quelques répliques de personnages Disney sont prononcés en japonais.
Elle a été présentée au parc jusqu'au 9 avril 2018, après quoi elle a été remplacée par la parade Dreaming Up!,

## Le spectacle

### Tokyo Disneyland
- Représentations : depuis le 15 avril 2013
- Partenaire : NTT DoCoMo
- Parade précédentes :
  - Disney's Dreams On Parade: Moving On, du 25 janvier 2003 au 7 avril 2008
  - Jubilation!, du 15 avril 2008 au 31 mars 2013
- Parade suivante :
  - Dreaming Up!

#### Les chars
- Ouverture : Dingo ouvre la parade sur le dos d'un cheval de carrousel. Il est suivi par Blanche-Neige qui danse avec Simplet et Atchoum. Les trois petits cochons tirent le premier char qui représente un jouet mécanique ancien sous les traits de Mickey Mouse, faisant du tambour. Clarabelle Cow et Horace Horsecollar le suivent à pied. On retrouve dans cette unité d'ouverture un deuxième char qui représente un train, conduit par Pinocchio, avec Dormeur et Grincheux comme passagers. On retrouve également Riri, Fifi et Loulou sur la locomotive et Dumbo sur l'un des wagons.
- Les Aristochats (The Aristocats) : Composé d'un seul char, cette unité présente Marie, Berlioz et Toulouse dansant autour d'un piano droit et d'un violoncelle géant.
- Les joies de l'amitié (Joy of Friendship) : Lilo et Stitch avancent à dos d'hippocampes, d'un char représentant Nigel, le pélican du Monde de Nemo portant dans sa gueule Marin et Dory. Un groupe de danseurs habillé en mouettes et en méduses continue le cortège. L'unité sur l'amitié se termine avec le char dédié à Toy Story. Zigzag et M. Patate font avancer un immense tricycle rouge. Jessie et Rex sont rangés dans le panier à l'avant, tandis que Woody et Buzz dansent sur un tourne disque vintage à l'arrière.
- Les Vœux (Wish) : Le génie d'Aladdin amorce cette unité à dos de chameau. Abu, transformé en éléphant rose défile fièrement avec Jasmine et Aladdin sur son dos.
- La Beauté (Beauty) : Consacré aux princesses et aux fées Disney, cette unité débute avec Raiponce, chevauchant Maximus, devenu cheval de carrousel. Le vilain petit canard la suit à pied, accompagné d'un groupe de danseuses fleurs. Le char suivant, sous la forme d'un immense cygne blanc, transporte les princesses Aurore, Cendrillon et Belle. La deuxième partie du char plus végétal présente la fée Clochette faisant de la balançoire avec ses amies.
- Le Mystère (Mysterious) : Inspiré par l'univers d'Alice au pays des Merveilles, c'est Alice, à dos de la chenille, devenue papillon qui ouvre l'unité. Elle est suivie de danseurs habillés dans le style du chapelier fou et d'un char représentant la Reine de Cœur.
- Le Rêve (Dream) : Cette unité est inspirée de l'univers de Winnie l'ourson. C'est Coco Lapin qui avance en premier, entouré de danseurs déguisés en abeilles. Le char principal représente d'immenses pots de miel dans lesquels s'amusent Winnie et Tigrou.
- Final : La dernière unité présente Mary Poppins et Bert à dos de chevaux de carrousel, identiques à ceux utilisés à Disneyland dans la Mickey's Soundsational Parade. Ils sont accompagnés des manchots dansants. Le char suivant présente un carrousel de fête foraine entouré de nombreux personnages dont Donald Duck, Daisy Duck, Pluto, Tic et Tac. L'ultime char présente enfin Mickey et Minnie Mouse.